# Claudia Bürger
Claudia Bürger (Haan, 23 aprile 1963) è un'ex cestista tedesca.

## Carriera
Con la Germania Ovest ha disputato i Campionati europei del 1983.